# Robert Schulmann
Robert J. Schulmann (* 8. März 1942 auf den Philippinen) ist ein US-amerikanischer Historiker, der durch seine Arbeiten über Albert Einstein bekannt wurde.
Schulmanns Eltern stammten aus München. Nach dem Zweiten Weltkrieg zog er in die USA. Er studierte Geschichte und wurde 1973 an der University of Chicago promoviert (Tradition and reform: accommodation to change in the ecclesiastical principality of Mainz, 1743–1792) und war Anfang der 1990er Jahre Assistant Professor für Geschichte an der Boston University, später war er Associate Professor und Direktor des Einstein Paper Projects.
Im Jahre 1981 stieß Schulmann auf das Einstein Papers Project. Mitte der 1980er Jahre erfuhr Schulmann in Gesprächen im Haus des Zürcher Physikers Res Jost zufällig, dass die als verschollen geltenden Liebesbriefe, die sich Einstein und seine spätere Frau Mileva Maric zwischen 1897 und 1903 geschrieben hatten, noch existierten. Ihm gelang es, 54 Briefe aus der Zeit ausfindig zu machen. Sie gelten als Prunkstück des ersten Bandes der gesammelten Schriften Einsteins, die im Jahre 1987 erschienen sind und welche die frühen Jahre Einsteins von 1879 bis 1902 beleuchten.
Schulmann gilt derzeit als einer der erfolgreichsten Rechercheure nach bis dahin unbekannten Manuskripten und Briefen von Einstein (Einstein-Jäger).
Er befasste sich auch mit dem Briefwechsel von Friedrich Wilhelm von Steuben.

## Schriften
- Herausgeber mit Jürgen Renn: Albert Einstein/Mileva Maric: The Love Letters, Princeton University Press 1992
  - Deutsche Ausgabe: Am Sonntag küss’ich dich mündlich. Die Liebesbriefe 1897–1903 / Albert Einstein, Mileva Marić. Piper, München 1994
- Herausgeber mit David E. Rowe: Einstein on politics : his private thoughts and public stands on nationalism, Zionism, war, peace, and the bomb, Princeton University Press 2007
- Herausgeber: Seelenverwandte: Der Briefwechsel zwischen Albert Einstein und Heinrich Zangger (1910–1947), Verlag Neue Zürcher Zeitung 2012
- Mitherausgeber der Collected Papers of Albert Einstein, Princeton University Press